# Бермингхам (Мичиген)
Бермингхам (Мичиген) (енгл. Birmingham) град је у америчкој савезној држави Мичиген. По попису становништва из 2010. у њему је живело 20.103 становника.

## Демографија
Према попису становништва из 2010. у граду је живело 20.103 становника, што је 812 (4,2%) становника више него 2000. године.
| Група             | 2000.          | 2010.          |
| Белци             | 18.375 (95,3%) | 18.243 (90,7%) |
| Афроамериканци    | 175 (0,9%)     | 612 (3,0%)     |
| Азијати           | 290 (1,5%)     | 504 (2,5%)     |
| Хиспаноамериканци | 230 (1,2%)     | 419 (2,1%)     |
| Укупно            | 19.291         | 20.103         |